# Josef Musil
Josef Musil (3. července 1932 Kostelní Lhota – 26. srpna 2017 Praha) byl český volejbalista, reprezentant Československa, člen stříbrného týmu na olympijských hrách v Tokiu a bronzového na hrách v Mexiku. Byl také mistrem světa z roku 1966 a vicemistrem Evropy z roku 1967.

## Život
Od dětství byl členem Sokola. V roce 1946 se s rodinou přestěhoval do Prahy.
V československé reprezentaci působil v letech 1952–1968. Sedmkrát se stal mistrem ČR a jednou mistrem Itálie.
V roce 2001 vyhrál anketu o nejlepšího českého volejbalistu 20. století a v roce 2004 byl v americkém Holyoke jako první český volejbalista v historii uveden do mezinárodní Síně slávy. V témže roce obdržel čestné občanství rodné obce.
28. října 2009 byla Josefu Musilovi udělena medaile Za zásluhy.
Ke konci života trpěl Alzheimerovou chorobou, kvůli níž byl od listopadu 2015 hospitalizován.

## Účast na LOH
- LOH 1964 – 2. místo
- LOH 1968 – 3. místo